# Orthosia saleppa
Orthosia saleppa là một loài bướm đêm trong họ Noctuidae.